# Chlorops palludus
Chlorops palludus är en tvåvingeart som först beskrevs av Nartshuk 1963.  Chlorops palludus ingår i släktet Chlorops och familjen fritflugor. Inga underarter finns listade i Catalogue of Life.